# Chelicorophium madrasensis
Chelicorophium madrasensis is een vlokreeftensoort uit de familie van de Corophiidae. De wetenschappelijke naam van de soort is voor het eerst geldig gepubliceerd in 1950 door Nayar.